# Air Highnesses
Air Highnesses — армянская грузовая авиакомпания. Базируется в Международном аэропорту Звартноц.
Авиакомпания была основана в 2008 году.
Флот авиакомпании в разное время включал в себя самолёты Ан-12, Ан-26, Ил-76.

## Инциденты
- 30 ноября 2012 года Ил-76Т (ЕК-76300) авиаперевозчика Air Highnesses, зафрахтованный авиакомпанией Aero Service Africo потерпел крушение в Республике Конго на подлёте к аэропорту. В катастрофе погибли 32 человека[5][6][7][8][9].

## Галерея
- Ан-12 в аэропорту Люксембурга
- Ан-12 в аэропорту Йоханнесбурга